# Lucifer, The Light-Bearer
Lucifer, The Light-Bearer (Lucifer, Le Porteur de Lumière) est un hebdomadaire anarchiste créé en 1883 à Valley Falls (Kansas) par Moses Harman, sa fille Lillian Harman,, Lois Waisbrooker et Edwin Cox Walker. 
Le journal publie des articles sur l'anarchisme, l'athéisme, la défense des droits des femmes, le contrôle des naissances et l'amour libre.
Kate Austin, Voltairine de Cleyre, Abe Isaak et Emma Goldman figurent parmi ses collaborateurs et y publient de nombreux articles.

## Histoire
À l'origine (1880), le journal s'appelait le Valley Falls Liberal car il était produit par la section locale de la National Liberal League. C'est en se retrouvant seul éditeur que Harman changea le nom en 1883, considérant que « Lucifer, l'ancien nom de l’Étoile du Matin  maintenant appelée Vénus, nous semble un nom idéal pour un journal dont la mission est de faire la lumière sur qui vivent dans les ténèbres ».
En février 1887, les collaborateurs de Lucifer furent arrêtés en vertu du Comstock Act à la suite de la publication d'une lettre assimilant les relations sexuelles imposées dans le cadre du mariage à un viol. Un procureur du district de Topeka formula 216 actes d'accusation. En 1890, Harman qui était alors seul responsable de Lucifer, fut de nouveau arrêté sur base d'un article similaire écrit par un généraliste de New-York. En conséquence, Harman passa la plus grande partie des six années suivantes en prison.
En 1896, le journal déménagea à Chicago mais le harcèlement judiciaire ne s'acheva pas. Le Postal Service des États-Unis saisit et détruisit de nombreux numéros du journal et, en mai 1905, Harman fut de nouveau arrêté et condamné pour la distribution de deux articles de Sara Crist Campbell. Condamné à un an de travaux forcé, le rédacteur en chef alors âgé de 75 ans vit sa santé se détériorer fortement. Après 24 ans ininterrompus, la publication de Lucifer cessa en 1907 pour devenir le plus académique The American journal of Eugenics

## Commentaire
Selon Jesse F. Battan de la California State University : « Moses Harman, rédacteur du journal Lucifer prônant l’amour libre, le Light-Bearer affirma en 1897, que toute forme de conflit social et d’exploitation économique, de l’étalon-or aux salaires immérités et intérêts volés par les « classes dirigeantes» au travail des masses, était simplement une continuité de la « séquence logique » établie par une « vieille conspiration profondément installée contre la liberté et la justice, connue sous le nom d’institution du mariage ». Redéfinissant les enjeux associés à la question de la femme et en ajoutant la « question sexuelle » à cette cuisine, ils rejetèrent la monogamie patriarcale et la famille nucléaire et appelaient de fait à une autonomie sexuelle pour les femmes, le contrôle des naissances et la réforme eugéniste. »

## Source
- Selon l'historien Ronald Creagh : « Lucifer, the Light-Bearer, 1880-1907. Hebdomadaire. Irrégulier. Il parut successivement à Valley Falls (Kansas) sous le titre Valley Falls Liberal, puis Kansas Liberal ; publié ensuite à Chicago sous le titre Lucifer ; enfin, en juillet 1907, un nouvel hebdomadaire le remplace, The American Journal of Eugenics. Moses Harman édita ce périodique à travers ces métamorphoses. »[7]

## Notices
- L'Éphéméride anarchiste : Lucifer - The Light-Bearer.